# Сельское поселение Шигоны
Сельское поселение Шигоны  — муниципальное образование в Шигонском районе Самарской области.
Административный центр поселения — село Шигоны.

## Население
| 2010  | 2012  | 2013  | 2014  | 2015  | 2016  | 2017  |
| ----- | ----- | ----- | ----- | ----- | ----- | ----- |
| 5218  | ↘5124 | ↘5045 | ↘5000 | ↘4935 | ↘4894 | ↘4853 |
| 2018  | 2019  | 2020  | 2021  |       |       |       |
| ↘4831 | ↘4761 | ↘4699 | ↗5151 |       |       |       |

## Состав сельского поселения
| № | Населённый пункт | Тип населённого пункта       | Население |
| - | ---------------- | ---------------------------- | --------- |
| 1 | Кяхта            | село                         | ↘192      |
| 2 | Шигоны           | село, административный центр | ↘4959     |